# Аннино (усадьба)
«Аннино» («Знаменское», «Вельяминово») — усадьба в Рузском районе Московской области. Находится в селе Аннино в 11 км к востоку от города Руза. Объект культурного значения народов России федерального значения.

## История
Аннино известно с XVI века. В XVII веке селом владели Милославские. Ныне сохранившийся усадебный дом был построен в 1770-х годах генералом А. Н. Херасковым. Это двухэтажная каменная постройка в ранне-классическом стиле. В комплекс усадьбы также входит шатровый Знаменский храм, построенный Милославским в 1690 году. Комплекс усадьбы «Аннино» имеет статус памятника архитектуры.